# ESET Smart Security
ESET Smart Security (ESS) je rozšířená verze antivirového programu ESET NOD 32 společnosti ESET. ESET Smart Security v sobě navíc zahrnuje i antispam, antispyware a osobní firewall. ESET Smart Security byl poprvé uveden na trh 5. listopadu 2007 a to ve verzi 3.0 a byl přímým konkurentem, v té době již existujících, komplexních programů pro antivirovou ochranu od společností jako McAfee, AVG, Symantec, či Kaspersky.
2. března 2009 byla vydána verze 4.0, která přidávala funkce jako ESET SysInspector; podporu pro Mozilla Thunderbird a Windows Live Mail; nový ochranný modul, aktualizovaný firewall, ESET SysRescue a také průvodce pro vytváření CD a flashdisků pro Bootování. Zpočátku měla verze ESS 4.0 problémy s kompatibilitou u Windows Vista se Service Packem 2, ty však byly vyřešeny updatem. 17. srpna 2010 vydal ESET verzi 4.2, která obsahovala další vylepšení a změny.
5. května 2011 byl vydán beta test verze 5.0, která přidává rodičovskou kontrolu, službu pro kontrolu reputace souboru za pomoci cloudu, herní mód, HIPS (umožňuje nastavovat pravidla chování procesů, či zápisu do registrů) a také vylepšení ve firewallu, antispamu a kontrole externích médií. Samotnou verzi 5.0 vydal ESET 14. června 2011.
Rodičovská kontrola automaticky blokuje podezřelé aplikace s nízkým hodnocením, rodiče mohou lokalizovat polohu dětí i jim nastavit denní dobu používání jejich zařízení. Zajímavou funkcí je lokalita s upozorněním, kdy mohou rodiče na základě této funkce jednoduše zjistit, jestli jejich dítě chodí do daných kroužků či do školy.
13. listopadu 2012 vydala společnost ESET 6. verzi, ve které se nově objevuje technologie Anti-Theft, umožňující monitoring ztracených či ukradených zařízení, na kterých ESET Smart Security běží. Dále obsahuje vylepšený Anti-phishing modul a podporu Windows 8.
V září uvedl výrobce na trh vyšší verzi ESET Smart Security Premium, která oproti funkcím ESET Smart Security obsahuje navíc správce hesel a šifrování souborů.

## Systémové nároky
Pro využívání ESET Smart Security 5 je nutné mít alespoň procesor i386, či amd64, dále alespoň 400 MB volného místa na pevném disku a 100 MB volné operační paměti. K registraci produktu je nutné mít připojení k Internetu.
ESET Smart Security 6 podporuje operační systémy Microsoft Windows XP, Vista, 7 a 8. Podporuje rovněž Windows Home Server 2003, ale bez funkce Anti-Theft.

## Ostatní operační systémy
Pro jiné operační systémy má ESET řešení podobná ESET Smart Security a to v podobě ESET Cybersecurity pro operační systém Mac OS a Linux. Pro mobilní zařízení využívající operační systém Android je dostupný ESET Mobile Security.